# Leptochiton (molusco)
Leptochiton Gray, 1847 é um género de moluscos pertencente à classe Polyplacophora. A maioria das espécies do género Leptochiton extingiram-se durante o período Plioceno, mas ainda existem espécies extantes.

## Espécies
O género Leptochiton inclui as seguintes espécies:
- Leptochiton africanus (Nierstrasz, 1906)
- Leptochiton algesirensis (Capellini, 1859)
- Leptochiton alveolus (Lovén, 1846)
- Leptochiton arcticus (Sars G.O., 1878)
- Leptochiton asellus (Gmelin, 1791) - Gewone pissebedkeverslak
- Leptochiton boettgeri Sulc, 1934
- Leptochiton cancellatus (Sowerby G.B. II, 1840) - Ronde keverslak
- Leptochiton cimicoides (Monterosato, 1879)
- Leptochiton compostellanum Carmona Zalvide & Urgorri, 1999
- Leptochiton gascognensis Kaas & Van Belle, 1985
- Leptochiton geronensis Kaas & Van Belle, 1985
- Leptochiton intermedius (von Salvini-Plawen, 1968)
- Leptochiton leloupi Kaas, 1979
- Leptochiton odhneri (Bergenhayn, 1931)
- Leptochiton pepezamorai Carmona Zavilde, Urgorri & García, 2004
- Leptochiton pseudogloriosus Strack, 1991
- Leptochiton rarinotus (Jeffreys, 1883)
- Leptochiton rugatus (Pilsbry, 1892)
- Leptochiton sarsi Kaas, 1981
- Leptochiton scabridus (Jeffreys, 1880)
- Leptochiton tenuis Kaas, 1979
- Leptochiton thalattius Kaas & Van Belle, 1985
- Leptochiton troncosoi Carmona Zavilde, Urgorri & García, 2004
- Leptochiton xanthus Kaas & Van Belle, 1990